# Corazón de poeta (canción)
«Corazón de poeta» es una canción interpretada por la cantante hispano-británica Jeanette. Fue publicada como segundo sencillo del álbum Corazón de poeta en 1981 y está incluida en el disco recopilatorio Sigo rebelde (1996). Fue compuesta y producida por Manuel Alejandro. La cantante mantuvo el éxito alcanzado por su sencillo anterior «Frente a frente». 

## Antecedentes, composición y grabación
Tras lanzar el álbum Todo es nuevo en 1977 y varios sencillos en estilo disco en Alemania, Jeanette propone a su entonces sello discográfico RCA reactivar su carrera como baladista en España con un álbum melódico con canciones de su compositor preferido Manuel Alejandro. Alejandro aceptó producir el álbum y sus composiciones tardaron cerca de un año y medio, según comentarios de Jeanette en el programa Retrato en vivo (1981).
Al componer las canciones para Corazón de poeta, Manuel Alejandro comentó que «tuvo que ponerse en la piel de una mujer y transformarse» al escribir canciones que expresen sentimientos femeninos. En una entrevista Alejandro explicó que la inspiración de esta canción fue por el dueño de una peluquería madrileña quien era el novio de una de las empleadas del lugar. Según Alejandro «el muchacho era bien mono y estaba esperando a su novia», lo vio y no sabe por qué le llamó la atención. Pero conforme lo miraba se dio cuenta de que se trataba de una muchacha al ser «una niña linda transformada, ya que en ese entonces no se pensaba en el travestismo» y hasta llegó a alabarlo. Alejandro concluye que el «Corazón de poeta» es «frágil, débil y sensible». La dirección de orquesta la realizó Manuel Alejandro en los Estudios Sonoland en Madrid. Por fines promocionales, Jeanette adaptó esta canción al idioma inglés con el título «A heart so warm and so tender» («Un corazón tan cálido y tan tierno»), manteniendo el concepto de su texto original.

## Recepción

### Crítica
Desde su lanzamiento «Corazón de poeta» se ha convertido en una de las canciones más representativas en la carrera musical de Jeanette. Julián Molero de lafonoteca describe que Alejandro compuso «baladas sensitivas» que ayudan a conectar a Jeanette con un público maduro aunque concluye que, tanto esta canción como «Comiénzame a vivir», no está entre lo mejor del álbum pese a ser la canción que lo encabeza.

### Comercial
En lo comercial «Corazón de poeta» mantuvo a la cantante a las listas musicales tras el éxito de «Frente a frente». En España, según el listado musical Los 40 Principales, «Corazón de poeta» debutó en el puesto 14 el 18 de octubre de 1981 y llegó a la posición 7 como la más alta el 15 de noviembre del mismo año.
El periódico español 20 minutos en su versión digital convocó a sus lectores a escoger las mejores canciones de Jeanette y «Corazón de poeta» se ubicó en el cuarto lugar de todas las canciones en votación. El mismo portal convocó a escoger las mejores canciones de Manuel Alejandro y «Corazón de poeta» quedó undécima.

## Interpretaciones en directo
Jeanette se presentó en varios programas de televisión interpretando esta canción en una gira promocional del disco Corazón de poeta. En España estrenó su disco en el programa Aplauso y en el programa de entrevistas Retrato en vivo interpretó la canción. En Chile estuvo en Sábados gigantes, conocido programa conducido por Don Francisco. En 2009 Jeanette fue homenajeada en la cuarta edición de los Premios de la Música y la Creación Independiente Pop-Eye 2009 que se celebró en el Gran Teatro de Cáceres en España y cantó esta canción acompañada de una orquesta. En 2016, en conmemoración a sus 45 de años de vida artística la cantante cantó el tema en un concierto sinfónico en el Gran Teatro Nacional de Lima.

## Versiones de otros artistas
En 2015 el grupo musical Las Fenix incluyó esta canción en su disco Retro Live. Ese mismo año, la discográfica independiente Plastilina Records produjo el disco digital Contemplaciones: Homenaje Iberoamericano a Jeanette, el cual le rinde tributo a la música de Jeanette, y la cantante Carmen Sandiego hace la versión de este tema.
La instrumentalización de «Corazón de poeta» sirvió como sample de «Coins Like Judas» del artista hip-hop Conejo (2014). En 2016 el reality de imitación peruano Yo soy presentó a Vivianne Fiorella como imitadora de Jeanette y en una de las galas cantó la canción.

## Impacto cultural
Con los años «Corazón de poeta» se ha convertido en un «clásico» y ha ganado un «estatus cultural» en la música pop en español. Molero (lafonoteca) calificó a Corazón de poeta (álbum donde se incluye esta canción) como «su disco más famoso cuyos temas treinta años después aún siguen sonando en el hilo musical de las grandes superficies y en algunas emisoras especializadas en retromúsicas que sirvan de fondo a cualquier actividad laboral». En 2019, el sello británico Ace Records lanzó en el Reino Unido una antología de canciones que Jeanette grabó desde 1967 hasta 1983, y en él aparece esta canción.

## Lista de canciones
| Vinyl, 7", Single |                      |                  |          |  |
| N.º               | Título               | Escritor(es)     | Duración |  |
| 1.                | «Corazón de poeta»   | Manuel Alejandro | 4:38     |  |
| 2.                | «Comiénzame a vivir» | Manuel Alejandro | 3:54     |  |

| Vinyl, 7", Single |                                 |                           |          |  |
| N.º               | Título                          | Escritor(es)              | Duración |  |
| 1.                | «Sorrow»                        | Adapt. Español: J. Dimech | 3:22     |  |
| 2.                | «A heart so warm and so tender» | Adapt. Español: J. Dimech | 4:37     |  |

## Posición en listas
| Lista                     | Posición |
| ------------------------- | -------- |
| España Los 40 principales | 7        |

## Créditos
- Jeanette: voz y coros
- Manuel Alejandro: composición, dirección de orquesta y productor
- J. A. Álvarez Alija: ingeniero de sonido
- Maurizio Gaudenzi: ayudante de ingeniero de sonido
- David Beigbeder: dirección de orquesta
- Compañía discográfica: RCA

Fuentes: notas del disco Corazón de poeta.